# Mèo đi hia: Điều ước cuối cùng
Mèo đi hia: Điều ước cuối cùng (tiếng Anh: Puss in Boots: The Last Wish) là bộ phim hoạt hình hài phiêu lưu được sản xuất bởi DreamWorks Animation. Phim là ngoại truyện của loạt phim Shrek và là hậu truyện của Mèo đi hia (2011). Được đạo diễn bởi Joel Crawford và được đồng đạo diễn bởi Januel Mercado, phim bao gồm dàn diễn viên lồng tiếng là Antonio Banderas và Salma Hayek (họ quay trở lại với các vai diễn lần lượt là Mèo Đi Hia và Kitty Softpaws), cùng với Olivia Colman, Harvey Guillén, Samson Kayo, Wagner Moura, Anthony Mendez, John Mulaney, Florence Pugh, Da'Vine Joy Randolph và Ray Winstone.
Mèo đi hia: Điều ước cuối cùng chính thức khởi chiếu tại các rạp ở Mỹ vào ngày 21 tháng 12 năm 2022 và tại Việt Nam vào ngày 30 tháng 12 cùng năm bởi Universal Pictures. Bộ phim được giới chuyên môn khen ngợi và là một thành công về mặt doanh thu khi hiện thu về hơn 299 triệu USD từ kinh phí sản xuất 20 triệu USD. Tác phẩm còn được đề cử các giải Oscar, giải BAFTA, giải Critics' Choice Awards và giải Quả cầu vàng đều cho hạng mục Phim hoạt hình hay nhất.

## Nội dung
Trong khi tổ chức một bữa tiệc tại thị trấn Del Mar, anh hùng huyền thoại và kẻ sống ngoài vòng pháp luật Puss in Boots đã vô tình đánh thức một người khổng lồ đang say ngủ. Anh ta khuất phục được sinh vật nhưng bị nghiền nát bởi một chiếc chuông. Tỉnh dậy trong bệnh viện, Puss được bác sĩ thị trấn thông báo rằng anh đã mất 8 trong số 9 mạng sống của mình. Bác sĩ gợi ý với Puss rằng anh ấy nên nghỉ hưu, nhưng anh ấy từ chối. Đêm đó trong một quán bar, Puss gặp một con sói trùm đầu đen, kẻ này đã tước vũ khí và làm anh ta bị thương trong một cuộc đấu kiếm. Bị tổn thương, Puss chạy trốn đến nhà của bà mèo Mama Luna, chôn quần áo của mình trong sân của bà. Sau đó, Puss gặp một chú chó Chihuahua lạc quan cải trang thành một con mèo, người mà chú gọi là Perrito. Goldilocks và Gia đình tội phạm Three Bears của cô ấy sớm đến nhà của Luna, tìm cách thuê Puss để giúp họ đánh cắp một bản đồ có vị trí của Ngôi sao ước nguyện. Tuy nhiên, họ không nhận ra anh ta và bỏ đi sau khi tìm thấy "ngôi mộ" của anh ta. Puss quyết định sử dụng Ngôi sao để khôi phục lại những mạng sống đã mất của mình.
Cùng với Perrito, Puss đi đến hang ổ của nhà máy của người bán bánh ngọt tham nhũng và nhà sưu tập cổ vật ma thuật "Big" Jack Horner, người có ý định sử dụng Ngôi sao để kiểm soát tất cả phép thuật trên thế giới. Puss tìm thấy bản đồ, nhưng bị vị hôn thê cũ đầy phẫn nộ Kitty Softpaws làm gián đoạn. Goldi, Bears và Horner đến hiện trường; Puss và Kitty trốn thoát cùng với bản đồ và Perrito, nhưng Puss nhìn thấy Sói phía sau họ từ xa.
Bản đồ dẫn bộ ba đến Khu rừng bóng tối, một chiều không gian bỏ túi thay đổi hình dạng tùy thuộc vào người nắm giữ bản đồ. Trong một cuộc đụng độ khác với Horner, tay sai của hắn, Goldi và Bears, Puss lại nhìn thấy Sói ở đằng xa và bỏ chạy, để Goldi lấy được bản đồ từ Kitty. Sau khi Perrito trấn an cơn hoảng loạn sau đó của Puss, Puss thú nhận nỗi sợ hãi và sự hối hận vì đã bỏ rơi Kitty ngay trước đám cưới của họ. Kitty tình cờ nghe được họ và tiết lộ rằng cô ấy cũng chưa bao giờ tham dự đám cưới, vì tin rằng Puss yêu bản thân quá nhiều để yêu cô ấy.
Puss và Kitty cướp lại bản đồ trong khi Goldi và các chú Gấu bị phân tâm bởi hình ảnh ngôi nhà trong rừng của họ. Khi chiều không gian thay đổi, Puss vô tình mắc kẹt trong một hang động pha lê, nơi anh chạm trán với tiền kiếp kiêu ngạo của mình và Sói, kẻ tiết lộ mình là Thần chết. Bị xúc phạm bởi việc Puss không coi trọng mạng sống thêm của mình, Thần chết định lấy đi mạng sống cuối cùng của Puss sớm. Puss chạy ra khỏi hang về phía Ngôi sao một mình, phớt lờ lời cầu xin của Kitty và Perrito để anh ta dừng lại. Trong khi đó, Goldi tiết lộ với Bears rằng mong muốn của cô ấy là được đoàn tụ với gia đình ruột thịt của mình; mặc dù họ bị tàn phá, Bears đồng ý giúp cô ấy.
Puss trèo lên Ngôi sao và bắt đầu thực hiện điều ước của mình, nhưng phải đối mặt với Kitty, người mắng mỏ anh ta vì sự ích kỷ của anh ta và thú nhận rằng mong muốn của cô ấy là tìm được một người mà cô ấy có thể tin tưởng. Goldi, Bears và Horner đến nơi, và một cuộc chiến xảy ra để giành bản đồ; Goldi nhanh chóng lấy được bản đồ, nhưng từ bỏ nó để cứu Gấu con, trong khi Kitty bẫy Horner bên trong chiếc túi không đáy ma thuật của anh ta.
Thần chết đến Ngôi sao và thách đấu Puss. Học được giá trị của cuộc sống từ thời gian sống cùng những người bạn đồng hành của mình, Puss từ bỏ ước muốn có thêm mạng sống và chấp nhận, tạm thời tước vũ khí của Sói. Puss tuyên bố rằng anh ta biết mình không bao giờ có thể đánh bại Thần chết, nhưng anh ta sẽ không bao giờ ngừng chiến đấu cho mạng sống cuối cùng của mình. Thấy Puss đã mất đi sự kiêu ngạo, Thần chết miễn cưỡng tha cho anh ta; Puss và Death thừa nhận rằng cuối cùng họ sẽ gặp lại nhau, và Death biến mất.
Horner ăn một bữa ăn nhẹ ma thuật, trở thành người khổng lồ và thoát khỏi chiếc túi. Perrito đánh lạc hướng anh ta đủ lâu để Puss, Kitty và Goldi phá hủy bản đồ, khiến Ngôi sao sụp đổ và tiêu diệt Horner. Sau đó, Goldi khẳng định với Bears rằng họ là gia đình thực sự của cô ấy, và họ rời đi để tiếp quản tiệm bánh của Horner. Puss khơi lại mối tình lãng mạn của mình với Kitty; sau đó, hai con mèo và Perrito đánh cắp một con tàu, lên đường đến Vương quốc Far Far Away.

## Diễn viên
- Antonio Banderas vào vai Mèo Đi Hia, một chú mèo từng trốn chạy khỏi luật pháp; anh hùng của San Ricardo.[5]
- Salma Hayek vào vai Kitty Softpaws, một cô mèo nhị thể thông thạo đường phố; đối tác nữ và người tình của Mèo Đi Hia.[6]
- Olivia Colman vào vai Gấu Mẹ.[6]
- Harvey Guillén vào vai Perro, một chú chó trị liệu.[6]
- Samson Kayo vào vai Gấu Con.[6]
- Wagner Moura vào vai Big Bad Wolf. Big Bad Wolf trong phim này là một phiên bản tách biệt so với phiên bản được thấy trong loạt phim Shrek.[7]
- John Mulaney vào vai "Big" Jack Horner.[7]
- Florence Pugh vào vai Goldilocks.[7]
- Da'Vine Joy Randolph vào vai Mama Luna.
- Ray Winstone vào vai Gấu Bố.[6]
- Anthony Mendez vào vai bác sĩ.[6]

## Quảng bá
Trailer đầu tiên được hé lộ với một chương trình quảng bá trên mạng xã hội bắt đầu từ ngày 7 tháng 3 năm 2022, đếm ngược 8 ngày đến lúc đó bằng cách tiết lộ những cách khác nhau mà nhân vật tiêu đề mất 8 trên 9 mạng; với một phân cảnh mỗi ngày. Trailer đầu tiên được phát hành theo kế hoạch là vào ngày 15 tháng 3 năm 2022. Trailer thứ 2 được phát hành vào ngày 15 tháng 6 năm 2022, và trailer thứ 3 được phát hành vào ngày 15 tháng 11 năm 2022.

## Phát hành
Phim dự kiến khởi chiếu tại các rạp vào ngày 21 tháng 12 năm 2022 ở Mỹ và ngày 21 tháng 12 năm 2022 ở Việt Nam. Ban đầu, phim được lên kế hoạch phát hành vào ngày 2 tháng 11 năm 2018, sau đó là ngày 21 tháng 12 năm 2018, trước khi bị gỡ hoàn toàn khỏi lịch phát hành vào tháng 1 năm 2015 do sự tái cơ cấu công ty và chính sách mới của DreamWorks Animation là chỉ phát hành 2 phim mỗi năm. Khi dự án được khôi phục, phim được ấn định ngày phát hành là ngày 23 tháng 9 năm 2022, nhưng vào tháng 4 năm 2022, phim lại bị rời sang ngày khởi chiếu hiện tại là ngày 21 tháng 12 năm 2022 ở Mỹ và ngày 21 tháng 12 năm 2022 ở Việt Nam.
30 phút đầu của phim được chiếu tại Lễ hội Phim Hoạt hình Quốc tế Annecy vào ngày 14 tháng 6 năm 2022. Các nhà phê bình để ý rằng tông màu của phim tối hơn so với phần trước và đạo diễn Joel Crawford đồng ý với họ, bằng cách đề cập đến việc "nỗi sợ cái chết của Mèo Đi Hia là động cơ điều khiển phim".